# آزادی مشروط

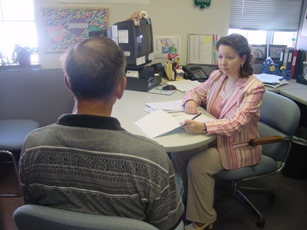
یک افسر مشروط و آزادی مشروط در وزارت اصلاحات میسوری با یک زندانی مشروط مربوط به جرایم مواد مخدر مصاحبه می‌کند.

آزادی مشروط اعطای آزادی‌ای است که پیش از پایان دوره محکومیت به محکومان به حبس داده می‌شود تا چنان‌چه در طول مدتی که دادگاه تعیین می‌کند از خود رفتاری پسندیده نشان دهند و دستورهای دادگاه را اجرا کنند، از آزادی مطلق برخوردار شوند. این اقدام در جهت اصلاح بزه‌کار و آماده ساختن وی برای بازگشت به زندگی اجتماعی صورت می‌گیرد. آزادی مشروط شامل کلیه زندانیان اعم از زن و مرد با هر سنی می‌گردد.
مجرمی که با آزادی مشروط به جامعه بازگردانده شده تحت مراقبت و پایش قرار دارد و در عین حال که تحت نظر مقامات انتظامی است، تحت حمایت‌های درمانی نیز قرار دارد.

## تاریخچه
نخستین بار آزادی مشروط در سال ۱۳۳۷ وارد نظام کیفری ایران شد. به موجب ماده واحده این قانون هرکس که برای مرتبه اول به علت ارتکاب جنحه یا جنایت به مجازات حبس محکوم شده بود تحت شرایطی می‌توانست از آزادی مشروط استفاده نماید این قانون بعدها وارد قانون مجازات اسلامی گردید و در سال ۱۳۷۷ اصلاح شد و در آخرین مرحله به تاریخ ۱ اردیبهشت ماه سال ۱۳۹۲ شمسی در مادهٔ ۵۸ قانون مجازات اسلامی اصلاح شد.

## شرایط اعطای آزادی مشروط
به موجب ماده ۳۸ قانون مجازات اسلامی هر کس برای بار اول به علت ارتکابی جرمی به مجازات حبس محکوم شده باشد و نصف زمان مجازات را گذرانده باشد دادگاه صادرکننده حکم می‌تواند در صورت وجود شرایط زیر حکم به آزادی مشروط صادر کند:
1. هرگاه در مدت اجرای مجازات مستمراً حسن اخلاق نشان داده باشد.
2. هرگاه از اوضاع و احوال محکوم پیش‌بینی شود که پس از آزادی دیگر مرتکب جرمی نخواهد شد.
3. هرگاه تا آنجا که استطاعت دارد ضرر و زیانی که مورد حکم دادگاه یا مورد موافقت مدعی خصوصی واقع شده بپردازد یا قرار پرداخت آن را بدهد.[۳]

به موجب ماده ۳۹ قانون مجازات اسلامی صدور حکم آزادی مشروط منوط به پیشنهاد سازمان زندان‌ها و تأیید دادستان یا دادیار ناظر خواهد بود. همچنین زمان استفاده از آزادی مشروط به موجب ماده ۴۰ قانون مجازات اسلامی حداقل یک سال و حداکثر پنج سال است.